# 弗兰克·克拉旺
弗兰克·克拉旺（德語：Frank Klawonn，1966年3月22日—），德国男子赛艇运动员。他曾代表东德参加1988年夏季奥林匹克运动会赛艇比赛，获得男子四人单桨有舵手金牌。